# Cyclura cornuta stejnegeri
Cyclura cornuta stejnegeri — подвид игуаны-носорога. Эндемик маленького острова Мона в проливе Мона Карибского моря в Атлантическом океане между островами Пуэрто-Рико и Гаити, площадью приблизительно 54 км². До 1988 года численность подвида оценивали в 2—4 тысячи экземпляров.

## Синонимы
- Cyclura stejnegeri Barbour & Noble, 1916[1]
- Cyclura cornuta stejnegeri Barbour, 1937